# 伏屋氏
伏屋氏（ふせやし）は、戦国時代から江戸時代にかけての武家。『寛政重修諸家譜』編纂時点では江戸幕府の旗本として2家が存在しており、伏屋家から提出された系譜（呈譜）では本姓が豊臣氏であると主張されている。ただし、『寛政重修諸家譜』では『寛永諸家系図伝』を踏襲して清和源氏支流の家として掲載している。
旗本伏屋氏の家祖・伏屋駿河守為俊は美濃国出身とされ、その子の伏屋左衛門佐為長は豊臣秀吉に仕えて普請奉行を務めた。豊臣家に仕えた伏屋姓の人物としては伏屋飛騨守も確認できる。また本項目では、美濃国伏屋郷の伏屋氏、伏屋飛騨守の流れを汲むとされる和泉国池田郷の伏屋氏、旗本伏屋家と伏屋飛騨守の双方との関係を家系図に記す徳島藩士伏屋家についても述べる。各家の伝える系譜には若干の相違がある。

## 解説

### 旗本伏屋氏
『寛永諸家系図伝』（以下『寛永系図』）・『寛政重修諸家譜』（以下『寛政譜』）は、旗本伏屋家の系図を織田信長に仕えたとされる伏屋為俊（駿河守）から記している。為俊は、『寛永系図』には「生国美濃」とある。
為俊の子・伏屋為長（小兵衛、左衛門佐）は豊臣秀吉に仕えて普請奉行を務め、近江国愛知郡・栗太郡、摂津国武庫郡、美濃国加茂郡のうちに合計1000石を知行した。伏見城築城の際に普請奉行の一人として活動していることは史料から確認できる。また『大かうさまくんきのうち』によれば、伏屋為長は金切裂指物使番を務めていた。為長はのちに徳川家康に召し出されて同様に普請奉行を務め、慶長9年（1604年）に42歳で没した。
伏屋為長の長男・伏屋為次（新助）は徳川家康に小姓として仕えたのち、徳川秀忠の下で書院番を務めた。近江国愛知郡の知行地を同国高島郡に移され、1050石の領知朱印状を与えられている。為次の妻は、豊臣家の臣・堀利右衛門某の娘とある。為長の娘（為次の妹）は木下右衛門（日出藩木下家）家臣・上田次郎兵衛某に嫁いでおり、為長の二男・伏屋為久（彦左衛門）は鳥取藩池田家に仕えた。
伏屋為次の嗣子（三男）・伏屋為重（四郎右衛門）は書院番・小納戸などを歴任、元禄年間に布衣を許されて二の丸留守居・御先鉄炮頭を務めた。為重の子・伏屋為貞は徳川綱吉に仕えて近習番・小納戸・小姓を歴任、1350石を知行して下野守に叙任した（のち備前守に遷任）。徳川吉宗の下では御先弓頭を務め、田安宗武の傅役となった。この家の『寛政譜』編纂時の当主は伏屋為信（亀之助）、知行1350石。
また、為次の四男の伏屋為利は館林徳川家（徳川綱吉）に仕え、その子の伏屋政勝の代に徳川徳松（綱吉の子）に従って江戸城入りして、蔵米200俵取りの幕臣となった。この家の『寛政譜』編纂時の当主は伏屋為寿（兵左衛門）、蔵米200俵。

### 伏屋飛騨守
豊臣家に仕えた伏屋飛騨守の実名については、貞元、直元などの説があり、名字については布施屋とも記される。『武家事紀』には「布施屋飛騨守」が金切裂指物使番の一人であったと記される。
慶長11年（1606年）に江戸城の普請が行われた際には、秀頼家臣では水原石見守（名は吉勝、吉一とも。豊臣秀頼の下で大坂町奉行を務める）とともに「公儀普請奉行」として活動している。江戸城普請におけるかれらの役割は、関ヶ原合戦後の豊臣家・徳川家の関係に関する議論（二重公儀体制論など）とも関わる。
慶長16年（1611年）に江戸幕府が禁裏造営を大名・小名に課した際の記録『慶長十六年禁裏御普請帳』には、「大坂衆」（豊臣秀頼家臣）として伏屋飛騨守の名が確認でき、1100石を知行していたことがわかる。
『徳川実紀』慶長19年（1614年）10月7日条によれば、片桐且元の大坂城退去後、大野治長と布施屋飛騨守が秀頼の命を奉じ、片桐且元の領地の没収の任務に当たったと記されている。このことから、布施屋（伏屋）飛騨守は豊臣政権（豊臣公儀）において重臣クラスの人物であったという見解がある。
布施屋（伏屋）飛騨守は、慶長20年/元和元年（1615年）の大坂夏の陣の際、上本町において森可春（森可政の子）に討たれた。

### 和泉国池田郷の伏屋氏
和泉国池田郷万町村（現在の大阪府和泉市万町）には、近世に大庄屋を務めた伏屋家がある。この伏屋家は、国文学史上においては契沖が身を寄せ、滞在中に『正字類音集覧』を著したことで知られている。
この家は、中世には池田郷を領して「池田殿」と呼ばれた土豪である。家系図によれば『新撰姓氏録』に見られる古代の池田首の末裔であるが、鎌倉時代に高階氏から養子を迎えたため、以後は高階を名字として称していたという。ただし、戦国期の史料では池田名字で文書が出されている。元和4年（1618年）に「伏屋飛騨守一安」の長男・重正（長太郎・長左衛門、13歳）が養子となってこの家を継いだ。この養子縁組は片桐石見守（片桐貞昌）が仲立ちとなったと伝える。「伏屋飛騨守一安」は豊臣秀吉に仕えた人物といい、以後この家の名字は伏屋に改められたという。
契沖が身を寄せた際の当主は、伏屋重正の子で俳人としても知られる伏屋重賢（長左衛門）である。
元禄年間、万町村大庄屋の伏屋家は伏屋新田（現在の和泉市伏屋町付近）の開発に当たった。また、江戸時代後期には伏屋家の分家から蘭学者の伏屋素狄が出た。

### 美濃国伏屋郷の伏屋氏
戦国期、美濃国羽栗郡には伏屋郷（現在の岐阜県羽島郡岐南町伏屋付近）があり、伏屋氏が所在して伏屋城があった。天正10年（1582年）11月に、織田信孝が伏屋市兵衛（一兵衛）に228貫文を「扶助」している。その後、伏屋氏は羽柴秀吉に従い、小牧・長久手の戦いの際には伏屋城留守居を命じられて知行地を安堵された。美濃の伏屋氏は、江戸時代には旗本平岡氏に仕え、伏屋村に居宅を構えて代官を務めた。
明治天皇の最初の乳母を務め、その後大正天皇の養育係も務めた伏屋美濃は、九条家に仕える伏屋重宣（左衛門）の娘として京都で生まれたが、伏屋郷の「郷士」伏屋氏の出身である。『伏屋美濃刀自小伝』によれば、父の重宣が伏屋郷を出てはじめ一橋家に仕え、のちに九条家に仕えたとある。同書によれば伏屋家は大神氏の流れを汲み、織田信長の頃にはその麾下に属して伏屋郷を領有したという。

### 徳島藩士伏屋氏

#### 伏屋忠左衛門一秀まで
徳島藩蜂須賀家に仕えた伏屋家の系図『阿州伏屋源兵衛家系図』（文政11年（1828年）写本）によれば、伏屋家の本姓は源氏で、もともと信濃国諏訪に住しており、諏訪氏を名乗っていたという。
伏屋家の家祖として挙げられている伏屋一之（市兵衛）は、斎藤道三に仕えて美濃国伏屋郷を領したため、伏屋を名字とした。一之はその後、織田信長に仕えた。『阿州伏屋源兵衛家系図』によれば一之は慶長17年（1612年）に没し、阿波国佐古（現在の徳島市南佐古）の大安寺に墓所がある。
一之の長男・伏屋一秀（忠左衛門）は伏屋郷から離れて「大垣城主」に仕え、そののち羽柴秀吉に仕えた。天正7年（1579年）の播磨国平定の過程で蜂須賀正勝に附属され、やがて蜂須賀家の家臣になったという。蜂須賀家政が阿波に入国した際（天正14年（1586年））に一秀も阿波国に入った。ただし一秀の知行高や没年は不明という。

#### 伏屋飛騨守との関係
『阿州伏屋源兵衛家系図』によれば、伏屋飛騨守一安は伏屋一秀の長男である。一安は秀吉に仕え、大坂落城時に討死した。
一安の妻は藤掛土佐守の娘。一安の子として1男1女が挙げられ、女子は豊臣秀頼の家臣・武田三信（左吉）の妻となった。男子の頼母助は大坂の陣の際には幼少で、のちに京都で死去し、佐古の大安寺に葬られたと記されている。

#### 旗本伏屋家との関係
伏屋一秀の娘は、祖父である一之の養女となり、伏屋新助が婿養子として迎えられた。伏屋新助の没年等は不明とある。新助の子として挙げられる伏屋内蔵助は、一旦豊臣家に仕えたのち徳川家に仕えて旗本となった。伏屋内蔵助は「伏屋備前守殿」（＝伏屋為貞）の先祖であるという。

#### 伏屋源兵衛一昌とその子孫
蜂須賀家家臣としての伏屋家を継いだのは一秀の二男・伏屋一昌（源兵衛）である。一昌は祖父・市兵衛一之の跡を継いだとされており、系図にも「元祖」一之に次ぐ「二代」と数えられている。一昌は最終的に850石を知行し、鉄炮頭を務めた。『阿州伏屋源兵衛家系図』には、一昌は江戸城や大坂城の普請で功績があったと記されている。『阿淡年表秘録』によれば、慶長11年（1606年）の江戸城普請の際に源兵衛一昌は蜂須賀家の担当者として江戸に派遣されたが、この際に公儀普請奉行であった実兄の伏屋飛騨守と交渉して人足の確保に成功し、蜂須賀家の担当を上首尾に終わらせたという。また、寛永年間（1624年 - 1644年）に淡路岩屋城の在番を務めた際には、城山から続く尾根を開削し「堂前坂」と呼ばれる道を通した。
一昌は嫡男の一章（六兵衛）に家督を譲って隠居後も、知行のうち222石を隠居料として認められるなどの待遇を受けた。二男の伏屋与兵衛、三男の伏屋直俊（左膳）も別家を立てている。一昌は寛文11年（1671年）没。
伏屋一章は、徳島藩中老・稲田貞勝（監物）の娘を娶り、父の跡を継いで鉄炮頭を務めたが、のちに「乱心」を理由に知行を没収された。息子の伏屋一胤（源兵衛）が家督を継ぐことが認められ、知行は300石に改められたものの、のちに鉄炮頭を務めた。一胤には嗣子がなかったため、分家の娘の夫として松平伊予守家臣・武田一信（左吉）の二男を迎え、伏屋一良（喜兵衛）と名乗らせて家を継がせた。

## 家紋
『寛永系図』時点の旗本伏屋家は、家紋を「三刺串団子」とする。『寛政譜』編纂時の旗本伏屋家2家（亀之助為信家、兵左衛門為寿家）は、いずれも「三刺串団子」「五鐶の内梅鉢」の2つを家紋として挙げており、兵左衛門為寿家はさらに「五三桐」を挙げる。